# Millwall Football Club
Il Millwall Football Club, noto semplicemente come Millwall, è un club calcistico inglese con sede nella città di Londra, militante in Football League Championship, la seconda divisione del campionato inglese. Disputa le gare interne al Den Stadium, impianto da 20.000 posti a sedere.
Il Millwall ha trascorso gran parte della sua esistenza nella seconda e nella terza divisione del calcio inglese, ma ha partecipato alla prima divisione nelle stagioni 1988-1989 e 1989-1990. Nel 2004 ha raggiunto la finale di FA Cup per la prima volta nella sua storia, perdendo per 0-3 contro il Manchester United di Sir Alex Ferguson, il che gli ha permesso di qualificarsi alla Coppa UEFA e diventare una delle sole tre squadre inglesi a partecipare ad una competizione europea pur militando in seconda divisione (le altre due sono il Birmingham City e il Wigan Athletic).

## Storia

### Fondazione e primi anni (1885–1919)
Il Millwall Rovers fu fondato dai lavoratori della J.T. Morton a Millwall nell'East End di Londra, precisamente sull'Isle of Dogs nel 1885. La J.T. Morton era proprietà dello scozzese James Morton, il quale aprì la sua fabbrica sull'Isle of Dogs nel 1870, attirando manodopera da tutto il paese, inclusa la costa orientale della Scozia. Il gruppo di operai che fondò il Millwall infatti era in maggioranza (ma non esclusivamente) scozzese. Il club disputò il primo match il 3 ottobre 1885 contro il Fillebrook perdendo per 5-0.
Nel 1889 il club fu ribattezzato Millwall Athletic. Il club è stato uno dei membri fondatori della Southern Football League, che ha vinto nei primi due anni della sua esistenza. Il Millwall Athletic raggiunse le semifinali di FA Cup nel 1900 e nel 1903 e vinse nel 1908 e nel 1909 la Western Football League. Il Millwall si spostò nel 1910 in un nuovo stadio chiamato The Den, nel distretto di New Cross, nella parte sud di Londra. Il costo del nuovo stadio ammontava a circa £10.000; il 22 ottobre 1910 venne disputato il primo match nel nuovo stadio che terminò con una vittoria per 1-0 contro il Brighton & Hove Albion, campione in carica della Southern Football League.

### Partecipazione alla Football League (1920–1939)
Nel 1920 il Millwall fu invitato a partecipare alla Football League per il campionato 1920-1921, insieme ad altri 22 club per la creazione della Third Division. La prima partita del Millwall in Third Division fu disputata al "The Den", dove il Millwall sconfisse per 2-0 il Bristol Rovers.
Nella stagione 1925-1926 il Millwall riuscì a mantenere la porta inviolata per 11 partite consecutive, un record per la Football League che detiene insieme allo York City e al Reading. In questi anni ottenne importanti risultati soprattutto nelle coppe disputando ottime partite, in particolare sconfiggendo i campioni in carica dell'Huddersfield Town per 3-1 nel terzo turno della Fa Cup del 1926-1927. Nella stagione 1927-1928 il Millwall vinse la Third Division South segnando 87 gol in casa, record tuttora non superato. Nella FA Cup del 1937 il Millwall raggiunse le semifinali per la terza volta, venendo eliminato dal Sunderland; nel quinto turno di questa edizione della Fa Cup nella partita contro il Derby si ebbe il record di spettatori presenti allo stadio nella storia del club: 48.762. Nonostante durante la maggior parte degli anni trenta il Millwall avesse partecipato al campionato di Third Division, il club poteva contare su un grande numero di tifosi e anche su un'ottima situazione finanziaria. Vennero anche proposti piani per migliorare il "The Den". I Lions stavano cercando di ottenere la promozione alla First Division alla fine degli anni trenta, ma una settimana dopo l'inizio della stagione 1939-1940 scoppiò la Seconda Guerra Mondiale e così il Millwall non riuscì a raggiungere l'obiettivo.

### Il dopoguerra e la discesa nella Division Four (1940–1965)
La perdita di tanti giovani durante la Seconda Guerra Mondiale rese difficile la situazione per molti club inglesi. Il Millwall passò dall'essere uno tra i club col maggior numero di tifosi ad uno dei club con il minor seguito. Inoltre, durante la guerra il "The Den" fu danneggiato da una bomba il 19 aprile 1943 e una settimana dopo un intero settore venne distrutto da un incendio. Il club accettò le offerte dei vicini club del Charlton Athletic, Crystal Palace e del West Ham United per giocare nei loro campi. Il 24 febbraio 1944 il Millwall tornò a giocare nel proprio stadio, nel frattempo ricostruito anche grazie all'aiuto volontario di molti dei suoi tifosi. In questo periodo il club ottenne scarsi risultati positivi: una delle poche partite da ricordare fu il quarto turno della FA Cup 1956-57 del 26 gennaio 1957, quando il Millwall batté il Newcastle United 2-1 di fronte a una folla di 45.646 spettatori. In quell'anno il club stava lottando per la salvezza in Third Division. Durante la fine degli anni cinquanta e gli inizi degli anni sessanta il Millwall fu retrocesso, per la prima volta nella sua storia, nella Division Four dove restò per quattro anni fino al 1962. Retrocesse in quarta serie per l'ultima volta nel 1964-1965, ma riuscì ad ottenere la promozione l'anno successivo.

### Record casalingo e la classe del '71 (1966–1987)
Alla fine del decennio il Millwall stabilì un record di 59 gare interne senza sconfitte (43 vittorie e 16 pareggi) dal 22 agosto 1964 al 14 gennaio 1967. Durante questo periodo giocò contro 55 squadre diverse, per 35 partite mantenne la porta inviolata, segnò 112 gol e ne subì 33. Questo record fu ottenuto grazie al lavoro del manager Billy Gray e del suo successore Benny Fenton, i giocatori più rappresentativi erano l'ala Barry Rowan, il portiere Alex Stepney e gli attaccanti Hugh Curran e Len Julians. Il record è stato poi battuto dal Liverpool che riuscì a rimanere imbattuto per 63 partite casalinghe tra il 1978 e il 1981.
Nei primi anni settanta nel Millwall giocavano giocatori molto importanti, ricordati da alcuni tifosi come la classe del '71. Questa squadra comprendeva il portiere Bryan King, il difensore Harry Cripps, i centrocampisti Derek Possee e Eamon Dunphy, il giocatore straniero con il maggior numero di presenze nella storia del club è Barry Kitchener, che giocò per il Millwall per 16 stagioni dal 1966 al 1982 collezionando 602 presenze, diventando il giocatore con il maggior numero di presenze. Nella stagione 1971-1972 mancò la promozione nella Division One per un punto, mantenendo l'imbattibilità casalinga per tutta la stagione. I "Lions" raggiunsero i quarti di finale della League Cup nel 1974 e di nuovo nel 1977.
George Graham allenò il Millwall tra il 1983-1986 guidando il club alla vittoria della Football League Group Cup nella stagione 1982-1983 battendo per 3-2 il Lincoln City in finale. La stagione 1984-1985 fu ottima per il club, che raggiunse i quarti di finale della FA Cup e guadagnò la promozione in Second Division, restando imbattuto in casa vincendo 18 partite e pareggiando 5 volte.

### Promozione in First Division e nuovo stadio (1988–1995)
George Graham venne sostituito nel 1986 da John Docherty che nella sua seconda stagione da manager del Millwall riuscì a vincere la Second Division ed ottenere la promozione nella massima serie per la prima volta nella storia del club. Nella prima stagione in First Division il Millwall ottenne ottimi risultati rimanendo nelle prime cinque posizioni prima di Natale. Questi risultati sono in gran parte dovuti a Tony Cascarino e Teddy Sheringham che segnarono 99 gol in due nell'arco di tre stagioni. La prima stagione terminò con un ottimo 10º posto. La stagione successiva fu molto negativa per il Millwall, riuscì a vincere solamente cinque gare e si classificò al 20º posto al termine della stagione 1989-1990.
Dopo la retrocessione John Docherty fu licenziato e rimpiazzato da Bruce Rioch, l'attaccante Tony Cascarino venne venduto al Nottingham Forest per due milioni di sterline. Rioch lasciò il Millwall nel 1992 e venne sostituito dall'ex difensore irlandese Mick McCarthy che portò il club al terzo posto nella nuova Division One al termine della stagione 1993-1994. Questa è stata la prima stagione nel nuovo stadio che inizialmente veniva chiamato "The New Den" (per distinguerlo dal precedente) che venne inaugurato il 4 agosto 1993. Il New Den è stato il primo stadio ad essere stato completato dopo il Rapporto Taylor sulla strage di Hillsborough. È stato progettato per una gestione efficace degli spettatori (dati i problemi della folla del Millwall presso l'Old Den), con vie di fuga brevi e dirette. I Lions riuscirono a battere ad Highbury l'Arsenal per 2-0 nel replay del terzo turno di FA Cup del 1994-1995, inoltre raggiunsero nello stesso anno i quarti di finale della League Cup.

### Retrocessione e problemi finanziari (1996–2000)
Nel 1997 Jimmy Nicholl sostituì Mick McCarthy ma non riuscì ad impedire che il Millwall terminasse al 22º posto la stagione 1995-1996. Il club si ritrovò in grave difficoltà economica che portò il club a essere in amministrazione controllata, seppure per un breve periodo di tempo. Per stabilizzare il club Jimmy Nicholl venne sostituito da John Docherty. Il Millwall uscì dall'amministrazione controllata e Theo Paphitis divenne presidente del club che nominò l'ex capitano del West Ham United Billy Bonds come manager. La stagione 1997-1998 fu molto negativa per il club, che rischiò la retrocessione nella quarta serie. Bonds venne licenziato e sostituito da Keith Stevens con Alan McLeary come suo assistente.
Stevens e McLeary portarono il club alla loro prima apparizione ufficiale allo stadio di Wembley, davanti a 49.000 spettatori nel 1999 nella finale del Football League Trophy, persa per 1-0 contro il Wigan Athletic. Il Millwall venne nuovamente sconfitto per 1-0 dal Wigan nella semifinale dei play-off per la Second Division nella stagione 1999-2000.

### Gli anni duemila (2001–presente)

Lo stemma utilizzato fino al 2022

Dal 1997 al 2004 militò nelle file dei Lions Tim Cahill. L'attaccante australiano disputò col Millwall 250 partite segnando 57 reti. Tutt'oggi i tifosi sono molto affezionati a lui e lo stesso Cahill si è recentemente dichiarato molto legato alla squadra dove ha iniziato la sua carriera europea.
Nella stagione 2003-2004 il Millwall, guidato da Dennis Wise, visse il miglior periodo della sua storia recente: la squadra tornò a giocare il derby con gli storici rivali del West Ham per la prima volta dopo dieci anni, pareggiando per 1-1 al Boleyn Ground nella partita di andata e vincendo per 4-1 al Den Stadium al ritorno. Il 4 aprile 2004 i Lions sconfissero il Sunderland (1-0) nella semifinale di FA Cup, raggiungendo così la finale contro il Manchester United: il 22 maggio gli uomini di Dennis Wise vennero sconfitti per 0-3 dallo United, a causa della doppietta di Ruud van Nistelrooy e alla rete di un giovane Cristiano Ronaldo, ma si qualificarono comunque alla Coppa UEFA per la prima volta nella loro storia.
Al termine della stagione 2005-2006 il Millwall retrocesse in Football League One, la terza divisione inglese.
Nel 2009-2010, dopo aver battuto lo Swindon Town per 1-0 nella finale play-off di Football League One, tornò in seconda divisione. Nella prima stagione dopo il ritorno in Football League Championship, il Millwall ottenne un risultato ampiamente soddisfacente terminando il campionato al nono posto con 67 punti. Grande protagonista della stagione fu Steve Morison che collezionò 15 reti in campionato; al termine della stagione l'attaccante fu però ceduto al Norwich City neopromosso in Premier League.
Il Millwall non iniziò nel migliore dei modi la stagione 2011-2012; pertanto nel mercato di gennaio decise di rinforzarsi, soprattutto in attacco, prendendo in prestito Harry Kane e acquistando a titolo definitivo Andy Keogh. Gli inserimenti di gennaio si rivelarono azzeccati e il Millwall riuscì a conquistare la salvezza piazzandosi al sedicesimo posto con 57 punti.
La stagione 2012-2013 iniziò con grandi vittorie, buone prestazioni ed un'ottima posizione di classifica. Da febbraio in poi le prestazioni della squadra subirono un netto calo ed il Millwall finì per rischiare seriamente una clamorosa retrocessione. La salvezza arrivò soltanto all'ultima giornata, chiudendo la stagione al ventesimo posto. Tutt'altro percorso venne effettuato in FA Cup; la squadra arrivò fino alle semifinali dove venne battuta dal Wigan Athletic, in seguito campione. Terminata la stagione, Kenny Jackett, annunciò le sue dimissioni da allenatore. La sua carriera con i Lions si chiuse con due promozioni, una semifinale di FA cup e un premio come miglior allenatore del mese. Nel giugno 2013, la società annunciò che il nuovo allenatore sarebbe stato il nordirlandese Steve Lomas. La scelta causò un certo malumore presso la tifoseria del Millwall, in quanto Lomas da giocatore aveva militato nel West Ham, ovvero i più odiati rivali. Dopo un inizio di stagione particolarmente negativo Steve Lomas venne esonerato il 26 dicembre, risultando fatale la sconfitta per 0-4 nel Boxing Day contro il Watford. La squadra venne temporaneamente affidata a due membri dello staff tecnico: Neil Harris e Scott Fitzgerald, entrambi ex calciatori del club. Il 4 gennaio arrivò un'umiliante eliminazione dalla Fa Cup per mano del Southend United, formazione militante due serie sotto il Millwall. Il 6 gennaio 2014 la dirigenza della squadra londinese annunciò di aver scelto una nuova guida tecnica: Ian Holloway. Nella prima intervista come nuovo manager dei Lions, Holloway si dichiarò ottimista circa le possibilità di salvezza della squadra. Il nuovo allenatore esordì con una vittoria casalinga il 18 gennaio 2014. La stagione 2013-2014 si chiuse faticosamente con l'ottenimento della salvezza; l'allenatore venne confermato anche per la stagione successiva.
Holloway non riuscì a ripetersi e la squadra offrì per tutta la stagione 2014-2015 prestazioni insufficienti. Nonostante la dirigenza avesse deciso di cambiare guida tecnica sostituendo Holloway con Neil Harris, il nuovo allenatore non ottenne la salvezza.
Neil Harris rimase alla guida della squadra anche in League One. Il Millwall ottenne un risultato dignitoso classificandosi al quarto posto, conquistando 81 punti. il piazzamento finale consentì ai Lions di accedere ai play-off per risalire di categoria. Il 29 maggio 2016 il Millwall viene sconfitto dal Barnsley nella finale play-off; rimane dunque anche per la stagione 2016-2017 in League One.

## Statistiche

### Squadra

#### Partecipazioni nelle competizioni internazionali
| Competizione | Trofeo | Debutto   | Ultima stagione | Miglior risultato | Partecipazioni | G | V | N | P | RF | RS |
| ------------ | ------ | --------- | --------------- | ----------------- | -------------- | - | - | - | - | -- | -- |
| Coppa UEFA   |        | 2004-2005 | 2004-2005       | Primo turno       | 1              | 2 | 0 | 1 | 1 | 2  | 4  |

## Allenatori
| Anni      | Allenatori         |
| 1890–1899 | Fred Kidd(s)       |
| 1899–1900 | Edward Stopher(s)  |
| 1900–1910 | George Saunders(s) |
| 1911–1918 | Bert Lipsham       |
| 1918–1933 | Bob Hunter         |
| 1933–1936 | Bill McCracken     |
| 1936–1940 | Charlie Hewitt     |
| 1940–1944 | William Voisey     |
| 1944–1948 | Jack Cock          |
| 1948–1956 | Charlie Hewitt     |
| 1956–1958 | Ron Gray           |
| 1958–1959 | Jimmy Seed         |
| 1959–1961 | Reg 'J.R.' Smith   |
| 1961–1963 | Ron Gray           |
| 1963–1966 | Billy Gray         |
| 1966–1974 | Benny Fenton       |
| 1974      | Theo Foley(c)      |
| 1974–1977 | Gordon Jago        |

| Anni      | Allenatori                   |
| 1977      | Theo Foley(c)                |
| 1978–1980 | George Petchey               |
| 1980      | Terry Long(c)                |
| 1980–1982 | Peter Anderson               |
| 1982      | Barry Kitchener(c)           |
| 1982–1986 | George Graham                |
| 1986–1990 | John Docherty                |
| 1990      | Bob Pearson(c)               |
| 1990–1992 | Bruce Rioch                  |
| 1992–1996 | Mick McCarthy                |
| 1996      | Ian Evans(c)                 |
| 1996–1997 | Jimmy Nicholl                |
| 1997      | John Docherty                |
| 1997–1998 | Billy Bonds                  |
| 1998–1999 | Keith Stevens                |
| 1999–2000 | Keith Stevens & Alan McLeary |
| 2000      | Steve Gritt & Ray Harford(c) |
| 2000–2003 | Mark McGhee                  |

| Anni      | Allenatori                        |
| 2003–2005 | Dennis Wise                       |
| 2005      | Steve Claridge                    |
| 2005–2006 | Colin Lee                         |
| 2006      | Dave Tuttle                       |
| 2006      | Tony Burns & Alan McLeary(c)      |
| 2006      | Nigel Spackman                    |
| 2006–2007 | Willie Donachie                   |
| 2007      | Richard Shaw & Colin West(c)      |
| 2007–2013 | Kenny Jackett                     |
| 2013      | Steve Lomas                       |
| 2013–2014 | Neil Harris & Scott Fitzgerald(c) |
| 2014–2015 | Ian Holloway                      |
| 2015–2019 | Neil Harris                       |
| 2019      | Adam Barrett(c)                   |
| 2019-2023 | Gary Rowett                       |
| 2023      | Adam Barrett(c)                   |
| 2023–2024 | Joe Edwards                       |
| 2024–     | Neil Harris                       |

(s) = secretary
(c) = caretaker (ad interim)

## Giocatore dell'anno
| Anno | Vincitore       |
| 1971 | Barry Bridges   |
| 1972 | Bryan King      |
| 1973 | Alf Wood        |
| 1974 | Alf Wood        |
| 1975 | Phil Summerill  |
| 1976 | Barry Kitchener |
| 1977 | Terry Brisley   |
| 1978 | Phil Walker     |
| 1979 | Barry Kitchener |
| 1980 | John Lyons      |
| 1981 | Paul Roberts    |
| 1982 | Dean Horrix     |

| Anno | Vincitore         |
| 1983 | Dean Neal         |
| 1984 | Anton Otulakowski |
| 1985 | Paul Sansome      |
| 1986 | Alan McLeary      |
| 1987 | Brian Horne       |
| 1988 | Danis Salman      |
| 1989 | Terry Hurlock     |
| 1990 | Ian Dawes         |
| 1991 | Teddy Sheringham  |
| 1992 | Aidan Davison     |
| 1993 | Kasey Keller      |
| 1994 | Keith Stevens     |

| Anno | Vincitore          |
| 1995 | Andy Roberts       |
| 1996 | Ben Thatcher       |
| 1997 | Lucas Neill        |
| 1998 | Paul Shaw          |
| 1999 | Neil Harris        |
| 2000 | Stuart Nethercott  |
| 2001 | Matt Lawrence      |
| 2002 | Steve Claridge     |
| 2003 | Tony Warner        |
| 2004 | Darren Philip Ward |
| 2005 | Darren Philip Ward |
| 2006 | David Livermore    |

| Anno | Vincitore          |
| 2007 | Richard Shaw       |
| 2008 | Paul Robinson      |
| 2009 | Andy Frampton      |
| 2010 | Alan Dunne         |
| 2011 | Tamika Mkandawire  |
| 2012 | Nadjim Abdou       |
| 2013 | Danny Shittu       |
| 2014 | David Forde        |
| 2015 | Nadjim Abdou       |
| 2016 | Jordan Archer      |
| 2017 | Steve Morison      |
| 2018 | Shaun Hutchinson   |
| 2019 | Lee Gregory        |
| 2020 | Bartosz Białkowski |

## Palmarès

### Competizioni nazionali
- Campionato inglese di seconda divisione: 1

1987-1988
- Second Division: 1

2000-2001
- Third Division South: 2

1927-1928, 1937-1938
- Campionato inglese di quarta divisione: 1

1961-1962
- Western Football League: 2

1907-1908, 1908-1909
- Southern League: 2

1894-1895, 1895-1896
- United League: 2

1896-1897, 1898-1899
- English Football League Trophy: 1

1982-1983

### Competizioni regionali
- London League: 1

1903-1904
- London League Division One: 2

1899-1900, 1900-1901
- London Challenge Cup: 4

1908-1909, 1914-1915, 1927-1928, 1937-1938

### Competizioni giovanili
- FA Youth Cup: 2

1978-1979, 1990-1991

## Tifoseria

### Storia
Il quartiere di appartenenza del Millwall (Bermondsey, Cold Blow Lane, Isle of Dogs) era una delle zone più povere e problematiche di Londra: zona di portuali, manovali, working class. Questo clima sociale fece sì che i tifosi del Millwall F.C. fossero tra i più violenti di Inghilterra: il loro gruppo hooligan, i Millwall Bushwackers, è uno dei gruppi più famosi di tutta la storia hooligan inglese ed europea.
Il motto dei tifosi del Millwall, che è anche una delle loro canzoni più note, è No One Likes Us, We Don't Care ("Non piacciamo a nessuno, non ci importa niente). È degli hooligans del Millwall l'invenzione del Millwall brick, un'arma fatta con un giornale bagnato e arrotolato.
Uno dei momenti più controversi per la storia del Millwall e della sua tifoseria è rappresentato da quanto occorso il 13 marzo 1985 durante una partita del sesto turno di Coppa d'Inghilterra contro il Luton Town. In tale occasione ci furono violentissimi scontri tra le tifoserie dei due club. L'episodio colpì profondamente l'opinione pubblica dell'epoca ed indusse il governo di Margaret Thatcher a prendere provvedimenti legislativi volti a debellare la violenza dagli stadi inglesi.
Di recente, due famosi attori britannici, Gary Oldman e Daniel Day-Lewis, hanno pubblicamente dichiarato di essere tifosi del Millwall.

### Gemellaggi e rivalità
La più forte rivalità dei tifosi del Millwall è con il West Ham con cui viene disputato l'East London derby, squadra anch'essa di Londra, situata sulla sponda opposta del Tamigi: la rivalità calcistica si è sovrapposta alla preesistente rivalità territoriale data la vicinanza delle due zone.
Nell'agosto del 2009 si verificano violenti scontri prima, durante e dopo il match valido per la Coppa d'Inghilterra tra Millwall e West Ham che terminano con un tifoso morto in seguito a ferite da arma da taglio ed altri feriti anche tra le forze di polizia.
Altre accese rivalità si riscontrano con il Crystal Palace, il Chelsea e con il Charlton Athletic F.C.
L'accesa rivalità con la squadra del West Ham United ha ispirato il film Hooligans (Green Street), il quale racconta gli scontri tra la Green Street Firm (che rappresenta la reale Inter City Firm del West Ham) e la firm del Millwall.

## Organico

### Rosa 2024-2025
| N. |                        | Ruolo | Calciatore       |
| -- | ---------------------- | ----- | ---------------- |
| 1  | Danimarca (bandiera)   | P     | Lukas Jensen     |
| 2  | Irlanda (bandiera)     | D     | Danny McNamara   |
| 3  | Scozia (bandiera)      | D     | Murray Wallace   |
| 4  | Inghilterra (bandiera) | D     | Shaun Hutchinson |
| 5  | Inghilterra (bandiera) | D     | Jake Cooper      |
| 6  | Inghilterra (bandiera) | D     | Japhet Tanganga  |
| 8  | Inghilterra (bandiera) | C     | Billy Mitchell   |
| 9  | Galles (bandiera)      | A     | Tom Bradshaw     |
| 10 | Scozia (bandiera)      | A     | Oliver Burke     |
| 11 | Inghilterra (bandiera) | C     | Femi Azeez       |
| 12 | Inghilterra (bandiera) | C     | Adam Mayor       |
| 13 | Inghilterra (bandiera) | P     | Liam Roberts     |
| 14 | Scozia (bandiera)      | C     | Ryan Wintle      |
| 15 | Inghilterra (bandiera) | D     | Joe Bryan        |
| 16 | Scozia (bandiera)      | C     | Daniel Kelly     |

| N. |                             | Ruolo | Calciatore         |
| -- | --------------------------- | ----- | ------------------ |
| 17 | Inghilterra (bandiera)      | A     | Macaulay Langstaff |
| 18 | Inghilterra (bandiera)      | C     | Ryan Leonard       |
| 19 | Inghilterra (bandiera)      | C     | Duncan Watmore     |
| 21 | Inghilterra (bandiera)      | A     | Josh Coburn        |
| 22 | Irlanda (bandiera)          | C     | Aidomo Emakhu      |
| 23 | Irlanda del Nord (bandiera) | C     | George Saville     |
| 24 | Belgio (bandiera)           | C     | Casper De Norre    |
| 25 | Inghilterra (bandiera)      | C     | Romain Esse        |
| 26 | Serbia (bandiera)           | A     | Mihailo Ivanović   |
| 27 | Inghilterra (bandiera)      | P     | Connal Trueman     |
| 33 | Inghilterra (bandiera)      | D     | Calum Scanlon      |
| 39 | Inghilterra (bandiera)      | D     | George Honeyman    |
| 44 | Inghilterra (bandiera)      | C     | Alfie Massey       |
| 45 | Giamaica (bandiera)         | D     | Wes Harding        |
| 56 | Algeria (bandiera)          | C     | Camiel Neghli      |